# Begonia acclivis
Begonia acclivis es una especie de planta de la familia Begoniaceae. Esta begonia es originaria de la Isla de Palawan en las Filipinas. Fue descrita en 2010 por el botánico C. Coyle. El epíteto específico es acclivis que significa «ir cuesta arriba, inclinado».